# Småtjärnarna (Lidens socken, Medelpad, 697082-156789)
Småtjärnarna är en sjö i Sundsvalls kommun i Medelpad och ingår i Indalsälvens huvudavrinningsområde.